# Пинсон-Маундз

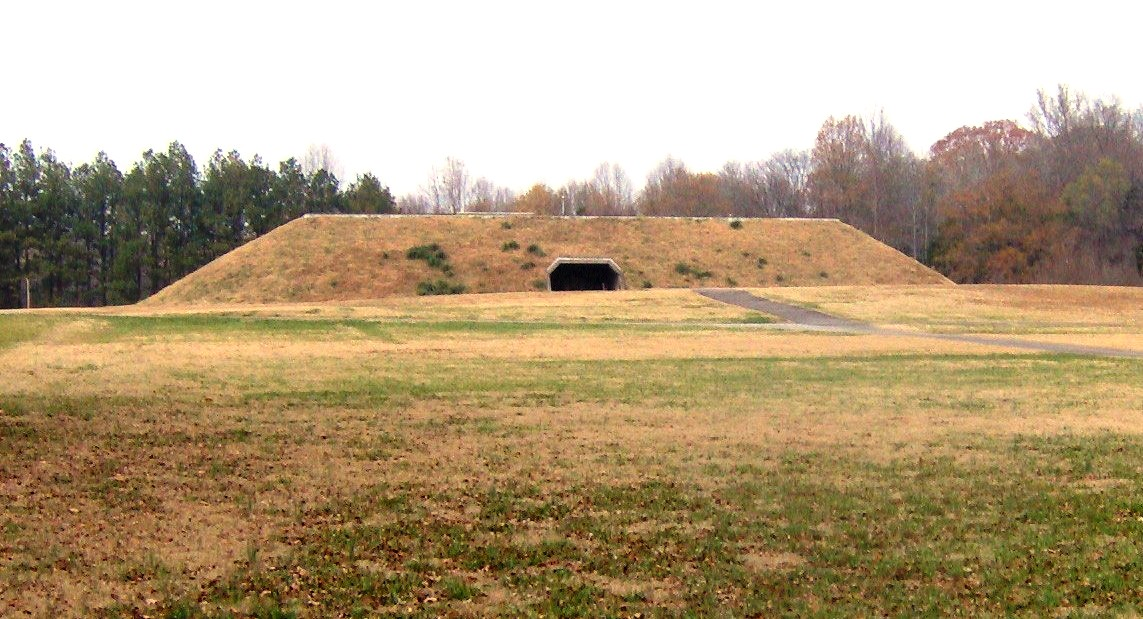
Музей Пинсон-Маундз расположен не в оригинальном индейском кургане, а в копии типичного кургана

Пинсон-Маундз («курганы Пинсона») — археологический парк в округе Мадисон, штат Теннесси, США. Парк включает 17 индейских курганов, земляной геометрический вал, многочисленные останки жилых помещений. Индейское селение в этих местах предположительно процветало в среднем Вудлендском периоде (около 1-500 гг. н.э).
Музей парка расположен в копии типичного для этих мест индейского кургана с навершием-платформой (такая форма кургана была спустя почти тысячелетие унаследована миссисипской культурой). Экспозиция включает артефакты, найденные при раскопках Пинсон-Маундз и в других местах Теннеси. Здесь же, в музее, находится региональное управление по археологии и археологическая библиотека.